# 저먼타운 (필라델피아)

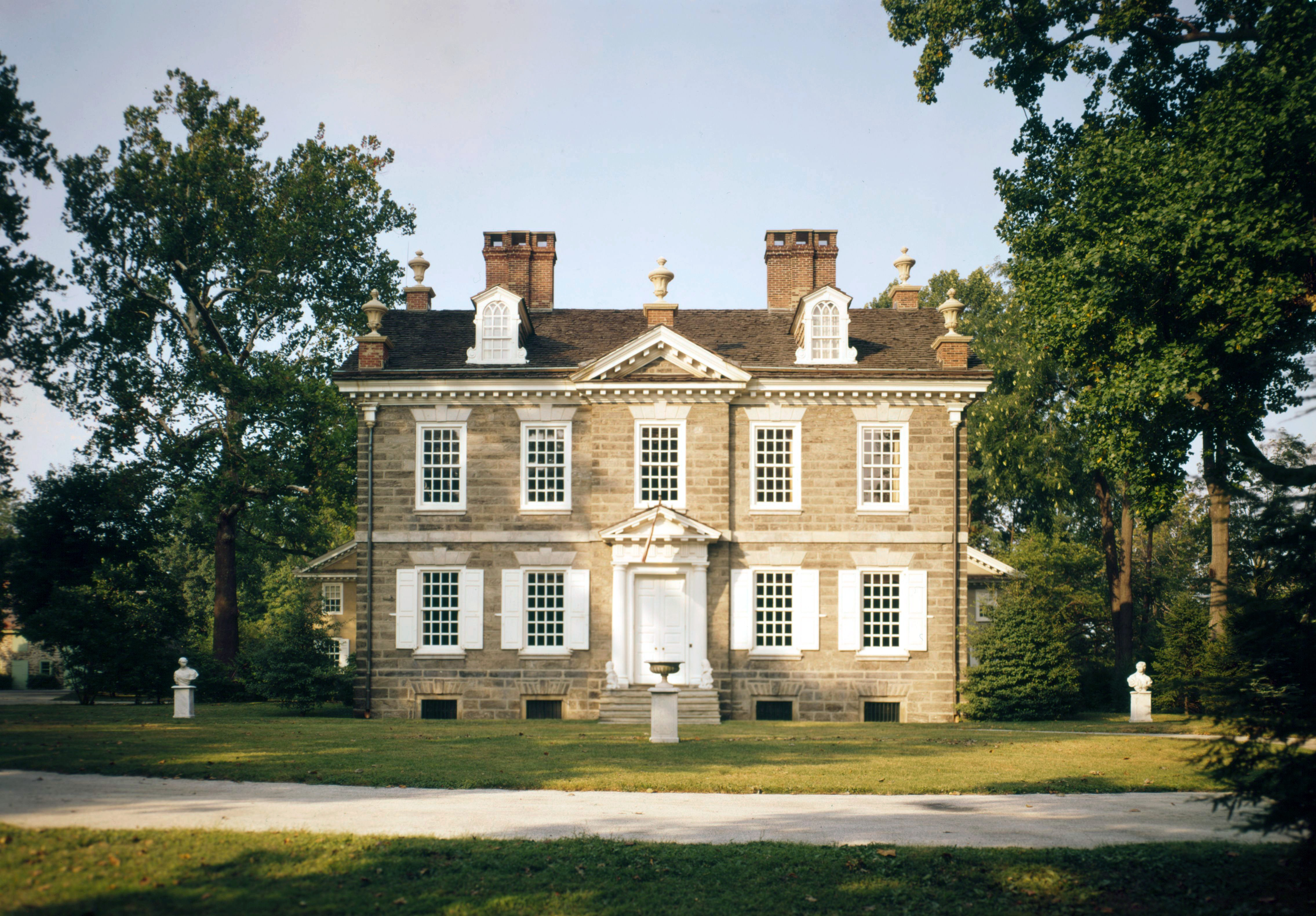
Cliveden, one of many historic houses in Germantown

저먼타운 (펜실베이니아 독일어: Deitscheschteddel)은 필라델피아 북서부에 있는 지역이다. 1683년 팔처, 퀘이커, 메노파계 이민자들에 의해서 독립된 자치구로 설립되었으며, 1854년 필라델피아로 편입되었다. 도심에서 북서쪽으로 약 6마일 떨어진 이 지역은 현재 '저먼타운'과 '이스트 저먼타운'의 두 지역으로 구성되어 있다. 저먼타운은 미국의 역사에서 중요한 역할을 했다. 그것은 미국 반노예제 운동의 발상지, 미국 독립 전쟁 당시 저먼타운 전투가 발생한 장소, 조지 워싱턴의 임시 거주지, 미국 최초의 은행이 위치한 장소, 그리고 많은 저명한 정치인, 학자, 예술가와 사회복지사의 거주지였다.
오늘날, 이 지역에는 식민지 시대의 유적지와 건물이 많이 남아 있으며 그중 일부는 일반에 공개되어 있다.

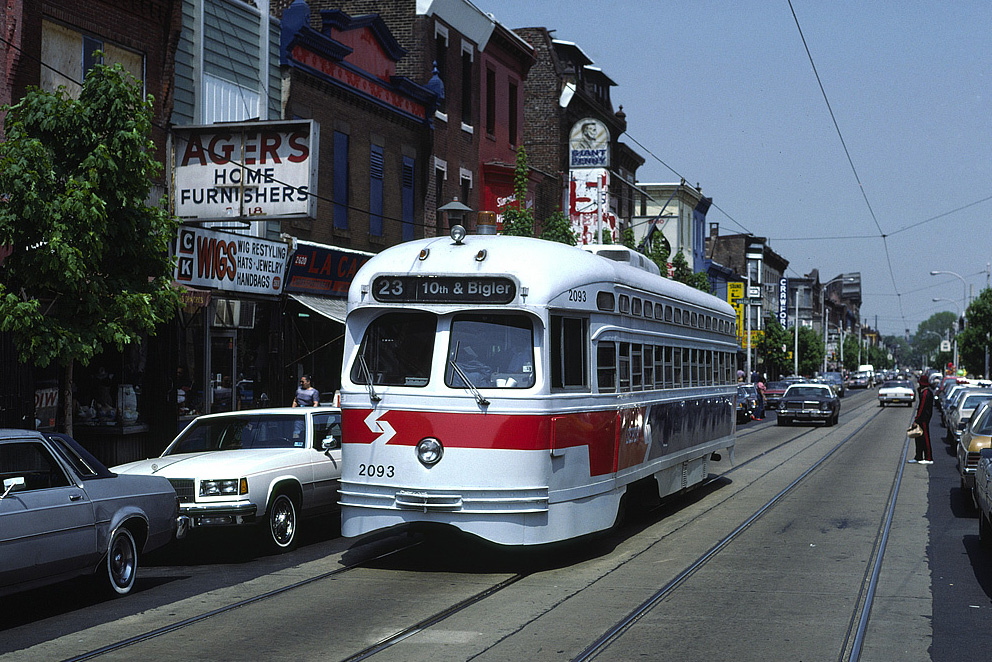
Route 23 trolley on Germantown Avenue, 1985

## 사진들

Selected historic architecture of Germantown
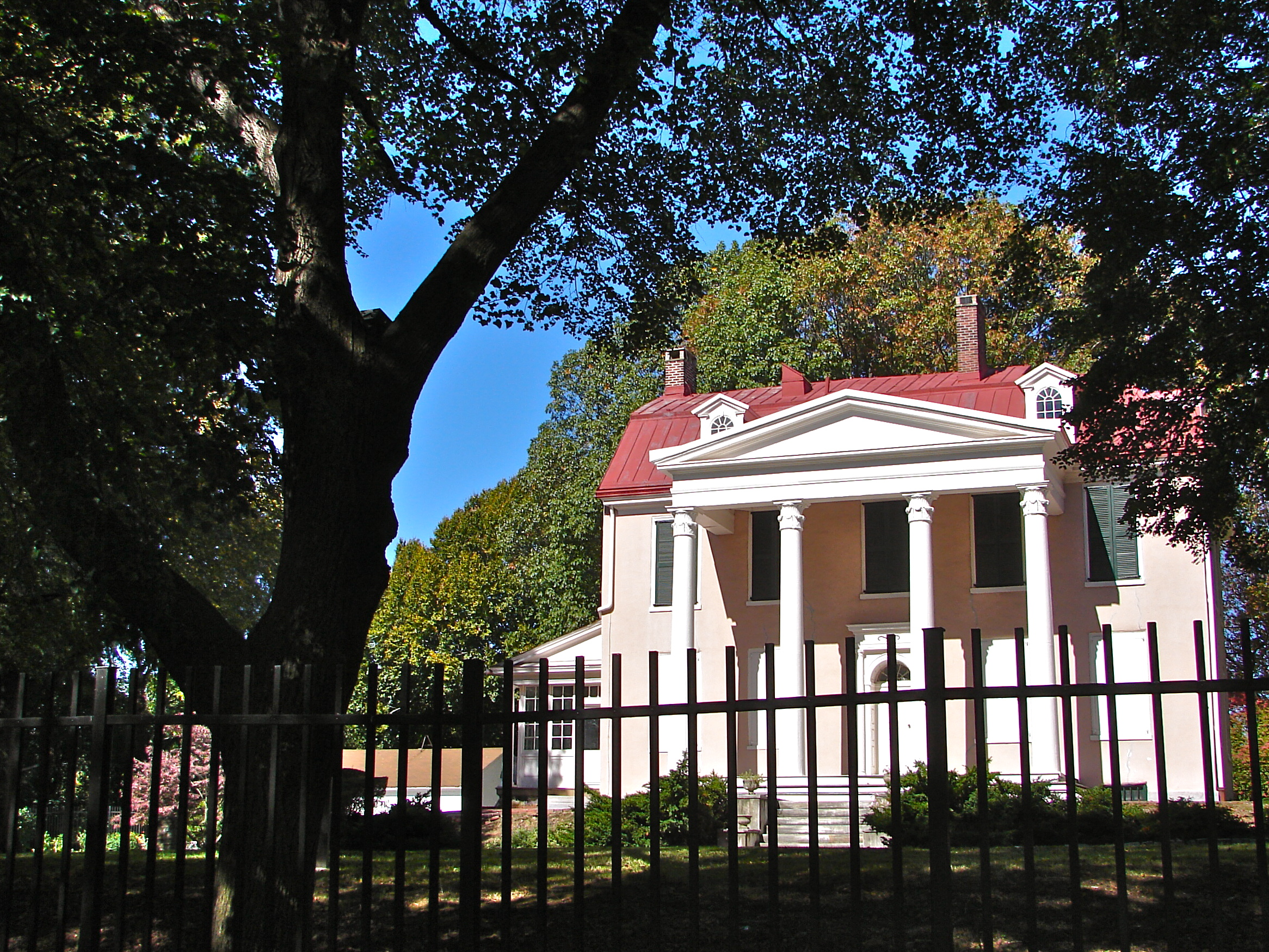
Loudoun Mansion, 4650 Germantown Ave.
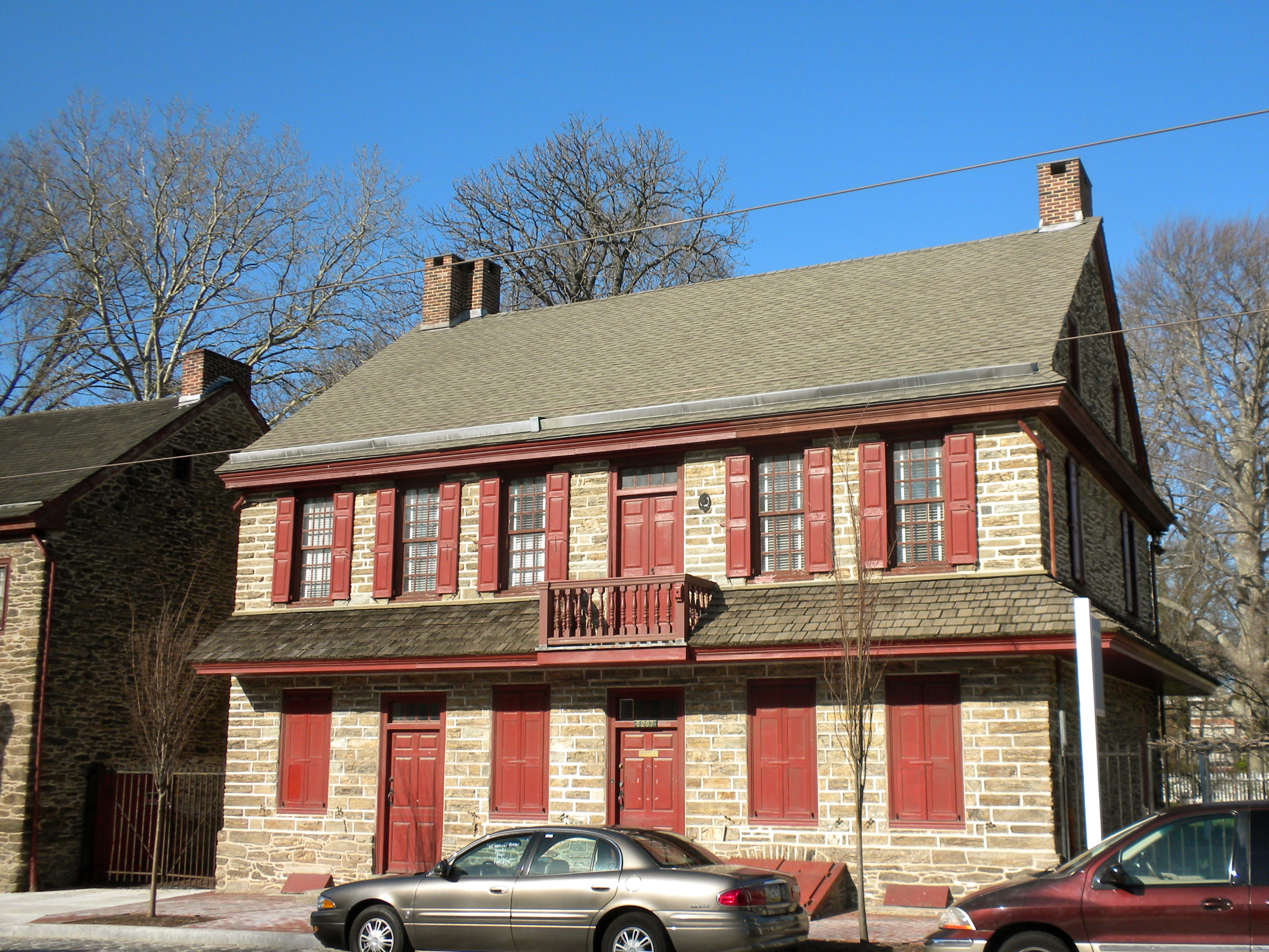
Grumblethorpe, 5267 Germantown Ave.
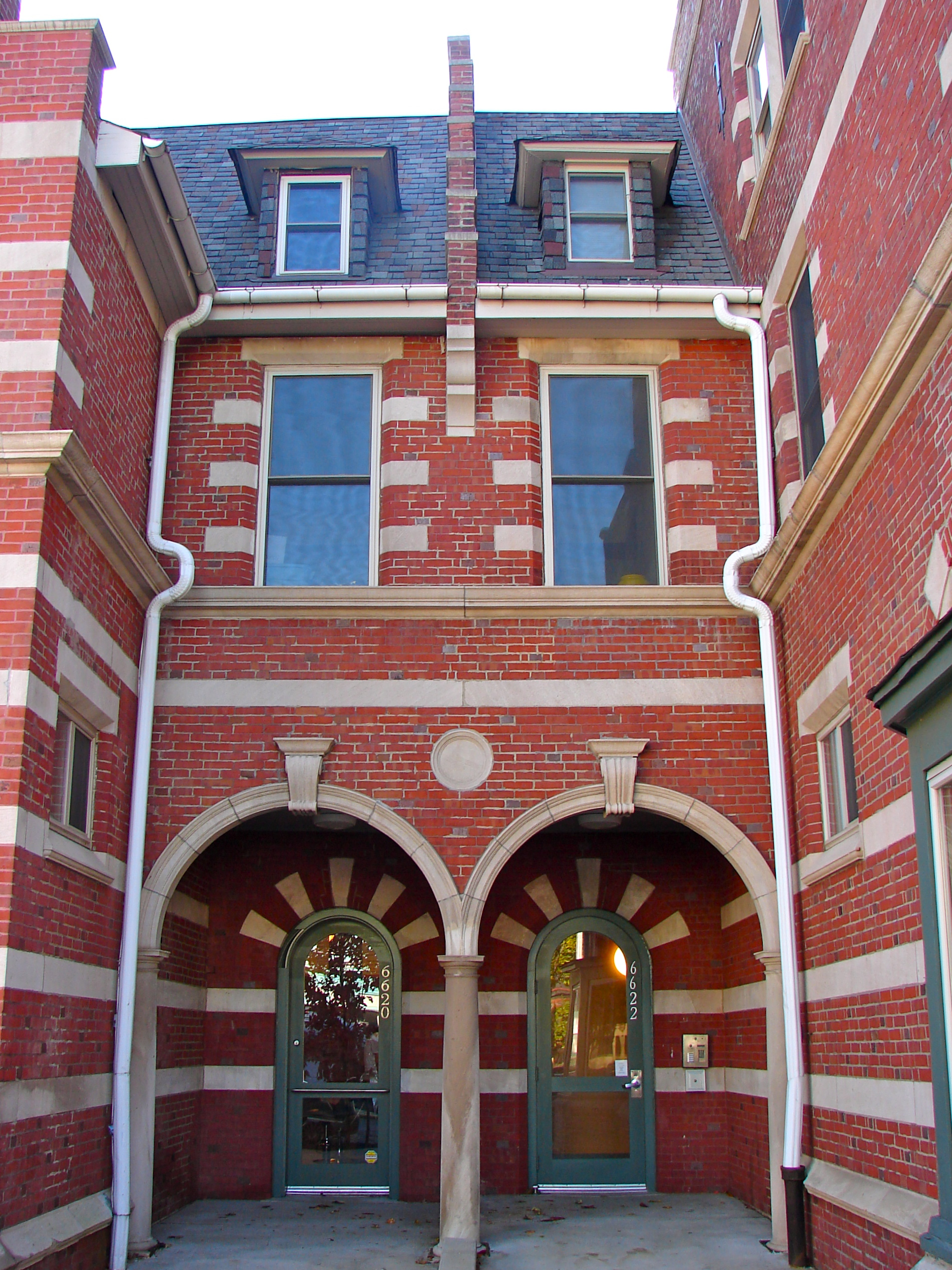
Winston Commons, 6620-6624 Germantown Ave
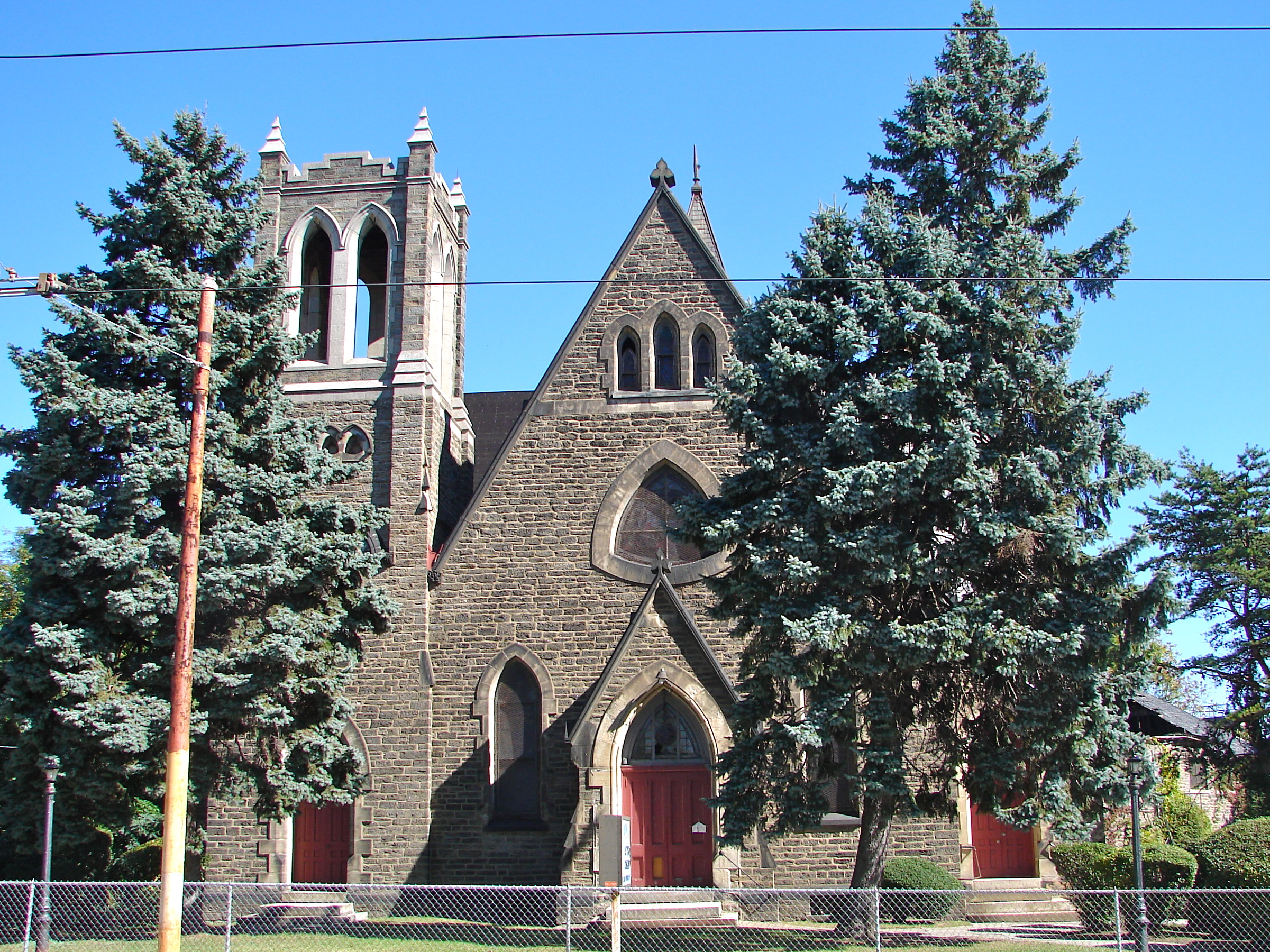
Original Wakefield Presbyterian Church, 4705 Germantown Ave
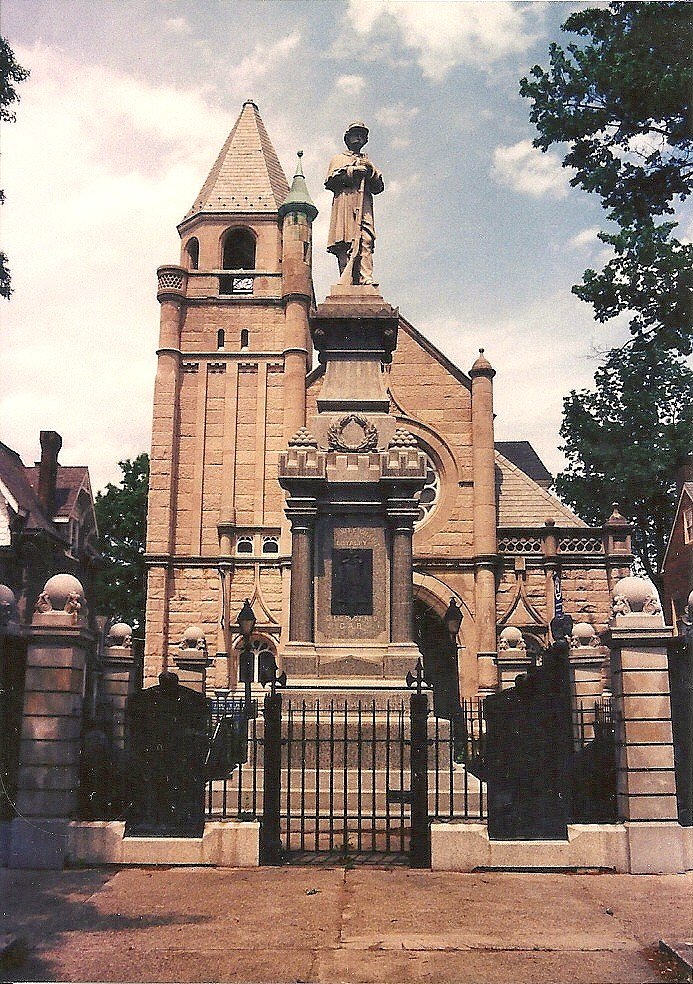
Market Square Presbyterian Church and Civil War Monument
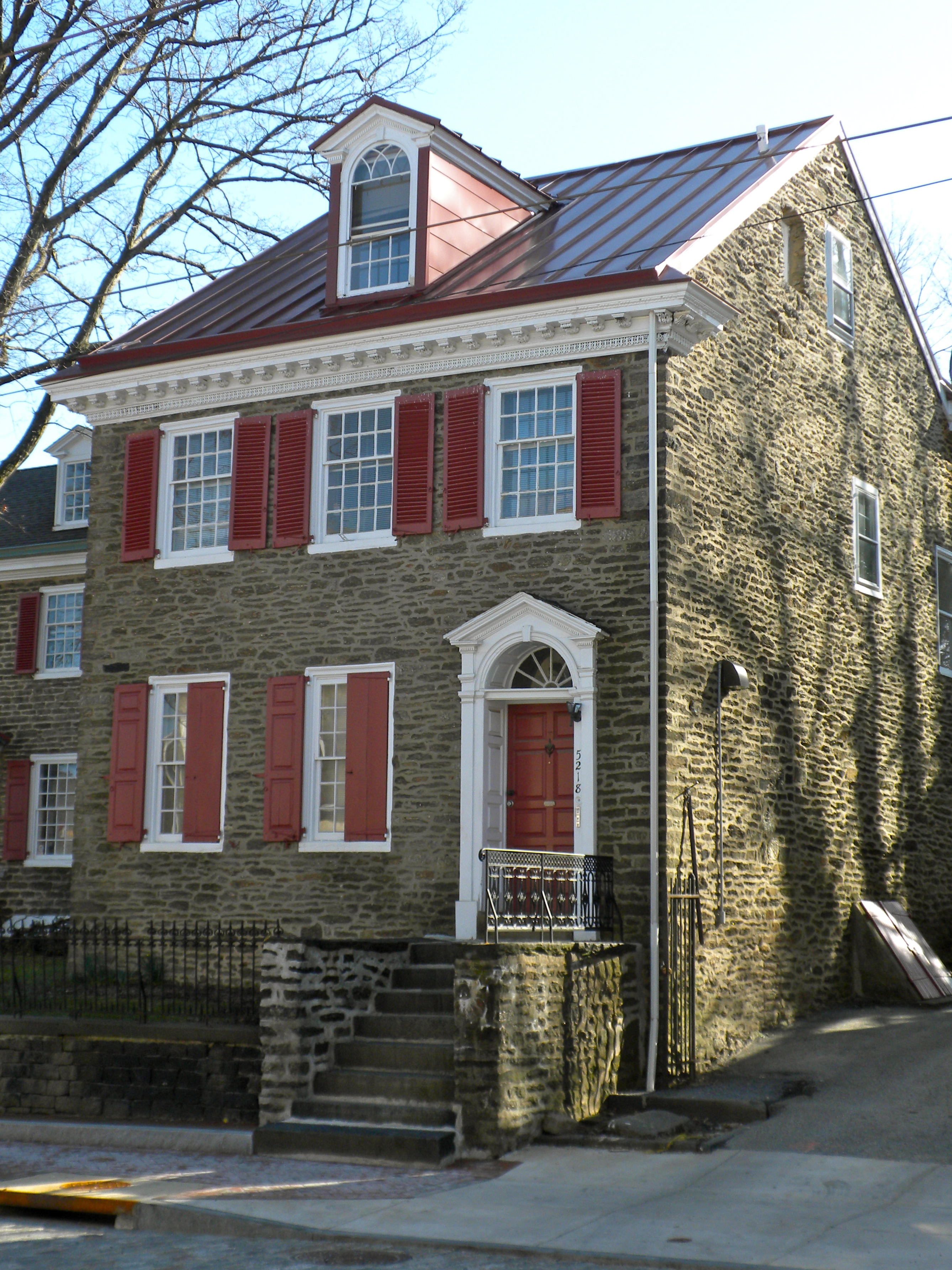
Howell House, at 5218 Germantown Ave
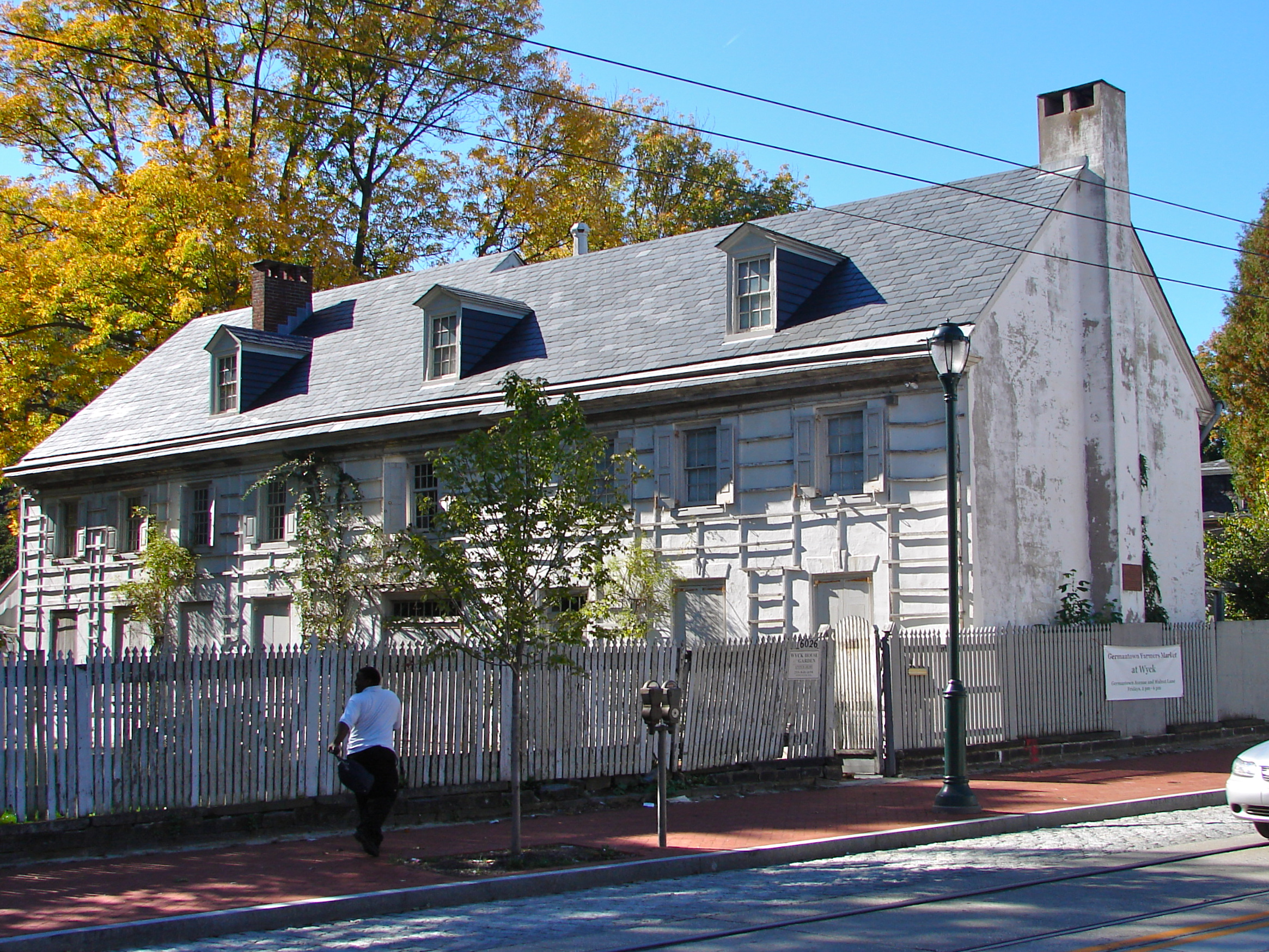
Wyck House, 6026 Germantown Ave.
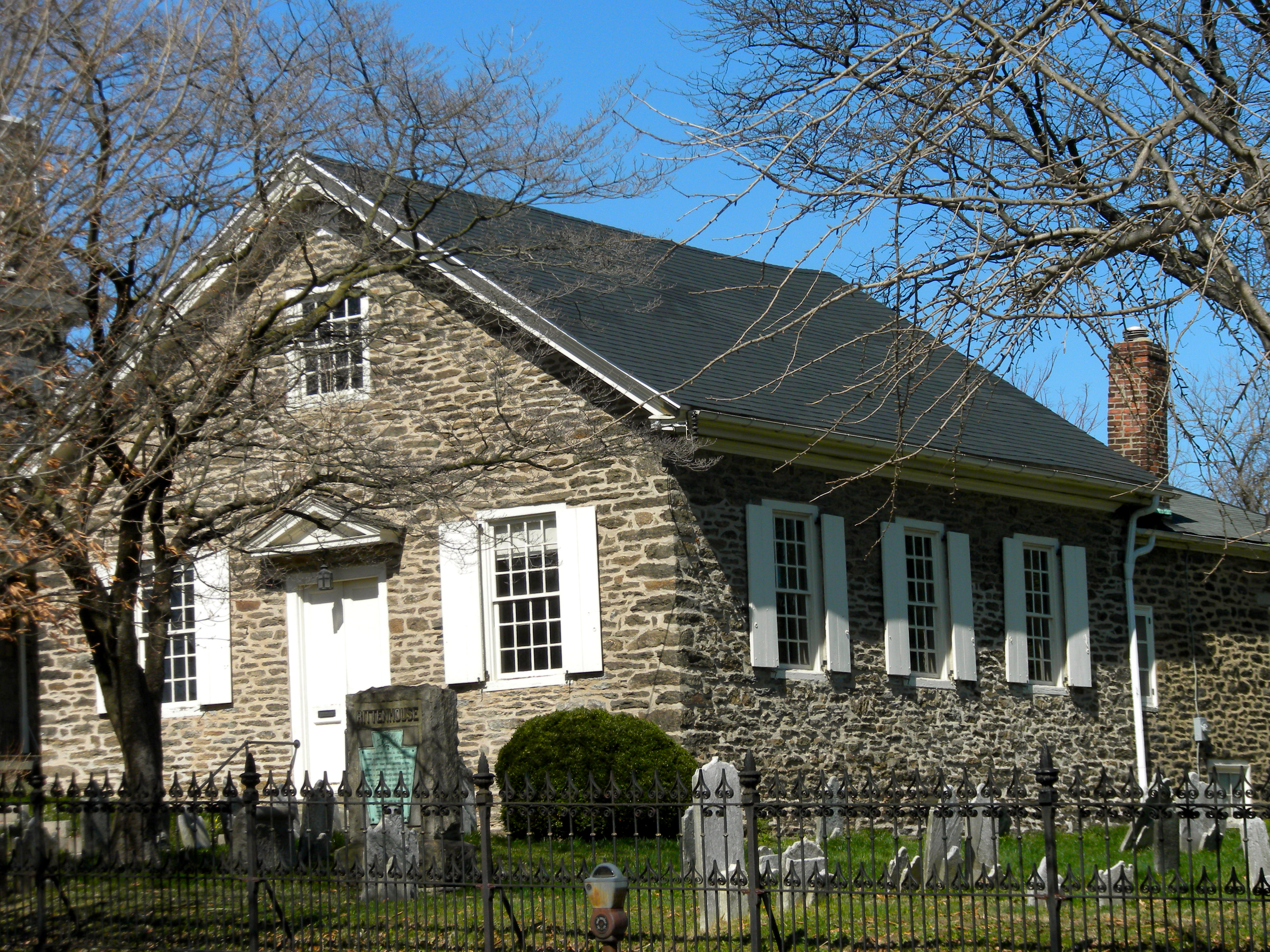
Germantown Mennonite Meetinghouse, 6119 Germantown Ave.